# Корк (град)
Вижте пояснителната страница за други значения на Корк.
Корк (на английски: Cork; на ирландски: Corcaigh – Коркий) е град в Южна Ирландия, главен административен център на графство Корк в провинция Мънстър.
Разположен е при вливането на река Лий в Атлантическия океан. Той е вторият по население град в страната след столицата Дъблин. Населението му е 119 418 жители, а с предградията – 190 384 жители от преброяването през 2006 г.

## Спорт
Представителният футболен отбор на града е на клуб „Корк Сити“. Дългогодишен участник е в ирландската Премиър лига.

## Личности

### Родени
- Етел Лилиан Войнич (1864 – 1960) – писателка
- Рой Кийн (р. 1971) – ирландски футболист и треньор

## Фотогалерия
- Изглед от града с р. Лий
- Катедралата „Св. Финбар“

## Побратимени градове
- Калининград, Русия
- Ковънтри, Англия
- Кьолн, Германия
- Рен, Франция
- Сан Франциско, Калифорния, САЩ
- Суонзи, Уелс
- Шанхай, Китай